# Catedral Luterana de Sibiu

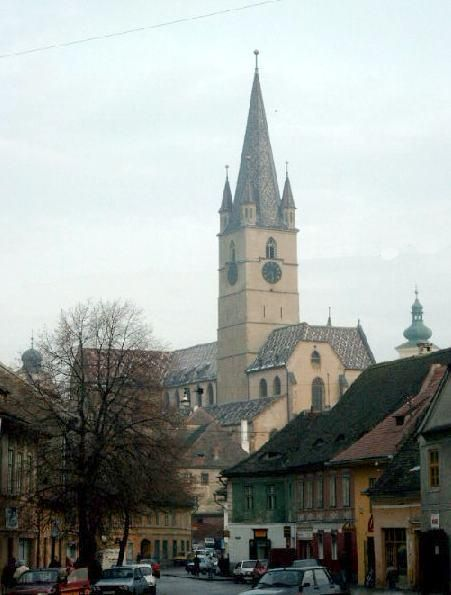
Vista lejana de la catedral

La catedral luterana de Santa María de Sibiu (en alemán: Evangelische Stadtpfarrkirche en Hermannstadt; en rumano: Biserica Evanghelică alboroto Sibiu) es la iglesia más destacada de la ciudad, famosa por su estilo gótico en Transilvania, Rumanía. Su campanario de 73,34 m de alto es un punto de referencia ciudadano. Las cuatro torretas, situadas sobre el campanario, eran una señal para hacer saber a los extranjeros que la ciudad podía sentenciar a muerte. Pertenece a la iglesia luterana, de la germanófona Iglesia evangélica de augusta confesión de Rumanía.

## Historia
La catedral luterana de Sibiu fue construida en el siglo XIV en la misma ubicación de otra iglesia del siglo XII. Durante tres siglos sirvió como lugar de enterramientos de alcaldes, condes y otras personalidades de Sibiu. Esta práctica fue prohibida en 1796 pero se hizo una excepción en 1803 cuando se enterró al barón Samuel von Brukenthal en la cripta.
En 1671 un artesano eslovaco construyó un órgano para reemplazar al anterior construido en 1585. Hoy el órgano más nuevo es el más grande del sureste de Europa. Durante el verano hay conciertos cada miércoles por la noche.

## Entierros
- Mihnea cel Rău
- Samuel von Brukenthal